# Gymnastique artistique aux Jeux olympiques d'été de 2020 - barres parallèles hommes
Pour un article plus général, voir Gymnastique artistique aux Jeux olympiques d'été de 2020.
Navigation
Rio de Janeiro 2016 Paris 2024
La finale des barres parallèles de gymnastique artistique des Jeux olympiques d'été de 2020 organisés à Tokyo (Japon), se déroule au Centre de gymnastique d'Ariake le 3 août 2021.

## Format
Les 8 meilleurs gymnastes sont qualifiés pour la finale. Les compteurs sont remis à zéro pour la finale, qui ne prend pas en compte les notes des qualifications.
Il ne peut y avoir que deux gymnastes par délégation, le moins bien classé d'entre eux ne serait pas qualifié et le prochain gymnaste le mieux classé serait qualifié à sa place.
Au cas où un gymnaste ne pourrait se présenter à la finale, trois remplaçants sont prévus lors des qualifications.

## Qualifications
Les qualifications ont lieu le 24 juillet 2021.
| Rang | Nom                       | Pays                       | Note D | Note E | Pénalité | Total  | Qualification |
| ---- | ------------------------- | -------------------------- | ------ | ------ | -------- | ------ | ------------- |
| 1    | Zou Jingyuan              | Chine                      | 6.800  | 9.366  |          | 16.166 | Q             |
| 2    | Lukas Dauser              | Allemagne                  | 6.700  | 9.033  |          | 15.733 | Q             |
| 3    | You Hao                   | Chine                      | 6.800  | 8.866  |          | 15.666 | Q             |
| 4    | Ferhat Arıcan             | Turquie                    | 7.000  | 8.566  |          | 15.566 | Q             |
| 5    | Sam Mikulak               | États-Unis                 | 6.400  | 9.033  |          | 15.433 | Q             |
| 6    | Xiao Ruoteng              | Chine                      | 6.400  | 9.000  |          | 15.400 | NQ            |
| 7    | Joe Fraser                | Grande-Bretagne            | 6.600  | 8.800  |          | 15.400 | Q             |
| 8    | Petro Pakhnyuk            | Ukraine                    | 6.600  | 8.733  |          | 15.333 | Q             |
| 9    | David Belyavskiy          | Comité olympique de Russie | 6.600  | 8.725  |          | 15.325 | Q             |
| 10   | Daiki Hashimoto           | Japon                      | 6.200  | 9.100  |          | 15.300 | R1            |
| 11   | Wataru Tanigawa           | Japon                      | 6.400  | 8.841  |          | 15.241 | R2            |
| 12   | Artur Dalaloyan           | Comité olympique de Russie | 6.400  | 8.833  |          | 15.233 | R3            |
| 13   | Christian Baumann         | Suisse                     | 6.400  | 8.800  |          | 15.200 | NQ            |
| 14   | Ahmet Önder               | Turquie                    | 6.500  | 8.700  |          | 15.200 | NQ            |
| 15   | Sun Wei                   | Chine                      | 6.500  | 8.633  |          | 15.133 | NQ            |
| 15   | Vladislav Poliashov       | Comité olympique de Russie | 6.500  | 8.633  |          | 15.133 | NQ            |
| 17   | Kazuma Kaya               | Japon                      | 6.300  | 8.800  |          | 15.100 | NQ            |
| 18   | Pablo Brägger             | Suisse                     | 6.200  | 8.866  |          | 15.066 | NQ            |
| 19   | Nikita Nagornyy           | Comité olympique de Russie | 6.100  | 8.866  |          | 14.966 | NQ            |
| 20   | Giarnni Regini-Moran      | Grande-Bretagne            | 6.500  | 8.433  |          | 14.933 | NQ            |
| 21   | Aleksandr Kartsev         | Comité olympique de Russie | 6.000  | 8.900  |          | 14.900 | NQ            |
| 22   | Takeru Kitazono           | Japon                      | 6.300  | 8.600  |          | 14.900 | NQ            |
| 23   | Néstor Abad               | Espagne                    | 5.800  | 9.000  |          | 14.800 | NQ            |
| 24   | Rasuljon Abdurakhimov     | Ouzbékistan                | 6.100  | 8.633  |          | 14.733 | NQ            |
| 25   | Lin Chaopan               | Chine                      | 6.300  | 8.433  |          | 14.733 | NQ            |
| 26   | Eddy Yusof                | Suisse                     | 5.900  | 8.800  |          | 14.700 | NQ            |
| 27   | Shane Wiskus              | États-Unis                 | 6.000  | 8.700  |          | 14.700 | NQ            |
| 28   | Illia Kovtun              | Ukraine                    | 6.800  | 7.900  |          | 14.700 | NQ            |
| 29   | Brody Malone              | États-Unis                 | 5.800  | 8.833  |          | 14.633 | NQ            |
| 30   | Joel Plata                | Espagne                    | 5.900  | 8.733  |          | 14.633 | NQ            |
| 31   | Caio Souza                | Brésil                     | 6.100  | 8.433  |          | 14.533 | NQ            |
| 32   | Robert Tvorogal           | Lituanie                   | 5.900  | 8.600  |          | 14.500 | NQ            |
| 33   | Philipp Herder            | Allemagne                  | 6.000  | 8.500  |          | 14.500 | NQ            |
| 34   | Nils Dunkel               | Allemagne                  | 5.900  | 8.533  |          | 14.433 | NQ            |
| 35   | Mikhail Koudinov          | Nouvelle-Zélande           | 6.100  | 8.333  |          | 14.433 | NQ            |
| 36   | James Hall                | Grande-Bretagne            | 5.900  | 8.433  |          | 14.333 | NQ            |
| 37   | Lee Junho                 | Corée du Sud               | 5.600  | 8.666  |          | 14.266 | NQ            |
| 38   | Yevhen Yudenkov           | Ukraine                    | 5.800  | 8.466  |          | 14.266 | NQ            |
| 39   | Lee Chih-kai              | Taipei chinois             | 5.400  | 8.833  |          | 14.233 | NQ            |
| 40   | Max Whitlock              | Royaume-Uni                | 5.300  | 8.800  |          | 14.100 | NQ            |
| 40   | Andreas Toba              | Allemagne                  | 5.300  | 8.800  |          | 14.100 | NQ            |
| 42   | Adem Asil                 | Turquie                    | 6.000  | 8.091  |          | 14.091 | NQ            |
| 43   | Nicolau Mir               | Espagne                    | 5.500  | 8.533  |          | 14.033 | NQ            |
| 44   | Daniel Corral             | Mexique                    | 6.000  | 8.033  |          | 14.033 | NQ            |
| 45   | Francisco Barretto Júnior | Brésil                     | 5.700  | 8.300  |          | 14.000 | NQ            |
| 46   | Thierno Diallo            | Espagne                    | 5.900  | 8.100  |          | 14.000 | NQ            |
| 47   | Tang Chia-hung            | Taipei chinois             | 4.800  | 9.166  |          | 13.966 | NQ            |
| 48   | Diogo Soares              | Brésil                     | 5.200  | 8.700  |          | 13.900 | NQ            |
| 49   | Yul Moldauer              | États-Unis                 | 5.900  | 8.000  |          | 13.900 | NQ            |
| 50   | Benjamin Gischard         | Suisse                     | 5.200  | 8.600  |          | 13.800 | NQ            |
| 51   | Kim Han-sol               | Corée du Sud               | 5.700  | 7.966  |          | 13.666 | NQ            |
| 52   | Mários Georgíou           | Chypre                     | 6.300  | 7.366  |          | 13.666 | NQ            |
| 53   | David Jessen              | République tchèque         | 5.200  | 8.433  |          | 13.633 | NQ            |
| 54   | Tyson Bull                | Australie                  | 5.400  | 8.166  |          | 13.566 | NQ            |
| 55   | Carlos Yulo               | Philippines                | 5.700  | 7.766  |          | 13.466 | NQ            |
| 56   | Loris Frasca              | France                     | 5.100  | 8.333  |          | 13.433 | NQ            |
| 57   | Milad Karimi              | Kazakhstan                 | 6.200  | 7.200  |          | 13.400 | NQ            |
| 58   | Omar Mohamed              | Égypte                     | 5.500  | 7.800  |          | 13.300 | NQ            |
| 59   | David Huddleston          | Bulgarie                   | 5.300  | 7.866  |          | 13.166 | NQ            |
| 60   | Ludovico Edalli           | Italie                     | 5.500  | 7.666  |          | 13.166 | NQ            |
| 61   | Sofus Heggemsnes          | Norvège                    | 5.000  | 8.433  | -0.300   | 13.133 | NQ            |
| 62   | Ivan Tikhonov             | Azerbaïdjan                | 5.200  | 7.566  |          | 12.766 | NQ            |
| 63   | Rene Cournoyer            | Canada                     | 5.800  | 6.533  |          | 12.333 | NQ            |
| 64   | Uche Eke                  | Nigeria                    | 4.800  | 7.733  | -0.300   | 12.233 | NQ            |
| 65   | Shiao Yu-Jan              | Taipei chinois             | 4.400  | 7.700  |          | 12.100 | NQ            |
| 66   | Ryu Sunghyun              | Corée du Sud               | 5.000  | 6.966  |          | 11.966 | NQ            |
| 67   | Dinh Phuong Thanh         | Viêt Nam                   | 4.700  | 7.133  |          | 11.833 | NQ            |
| 68   | David Rumbutis            | Suède                      | 5.000  | 6.733  |          | 11.733 | NQ            |
| 69   | Hung Yuan-Hsi             | Taipei chinois             | 5.100  | 6.400  |          | 11.500 | NQ            |
| 70   | Loo Phay Xing             | Malaisie                   | 3.900  | 6.300  |          | 10.200 | NQ            |
|      | Denis Ablyazin            | Comité olympique de Russie |        |        |          |        | DNS           |
|      | Arthur Mariano            | Brésil                     |        |        |          |        | DNS           |
|      | Kohei Uchimura            | Japon                      |        |        |          |        | DNS           |

| Légende :                                          | Légende :                                                    | Légende :                  |
| -------------------------------------------------- | ------------------------------------------------------------ | -------------------------- |
| - Q = Qualifié - DNS (Did Not Start) = Non partant | - NQ = Non Qualifié - DNF (Did Not Finish) = N'a pas terminé | - R1, R2, R3 = Remplaçants |

## Finale
| Rang               | Nom              | Pays                       | Note D | Note E | Pénalité | Total  |
| ------------------ | ---------------- | -------------------------- | ------ | ------ | -------- | ------ |
| Médaille d'or      | Zou Jingyuan     | Chine                      | 6.900  | 9.333  |          | 16.233 |
| Médaille d'argent  | Lukas Dauser     | Allemagne                  | 6.700  | 9.000  |          | 15.700 |
| Médaille de bronze | Ferhat Arıcan    | Turquie                    | 7.000  | 8.633  |          | 15.633 |
| 4                  | You Hao          | Chine                      | 6.900  | 8.566  |          | 15.466 |
| 5                  | David Belyavskiy | Comité olympique de Russie | 6.600  | 8.600  |          | 15.200 |
| 6                  | Sam Mikulak      | États-Unis                 | 6.400  | 8.600  |          | 15.000 |
| 7                  | Petro Pakhnyuk   | Ukraine                    | 6.100  | 8.433  |          | 14.533 |
| 8                  | Joe Fraser       | Grande-Bretagne            | 6.100  | 8.400  |          | 14.500 |